# Norrköpings Mekaniska Verkstad
Norrköpings Mekaniska Verkstad AB var ett kortlivat svenskt verkstadsföretag i Norrköping.
Norrköpings Mekaniska Verkstad AB bildades 1875 och etablerade sig på Fredriksdal i Östra Eneby socken. Fabriksområdet gränsade till Norrköpings stadsgräns vid Norr Tull.
Grundare var grosshandlaren Edvard Ståhlbom (1840–93), järnhandlaren Carl Axel Lidberg, stationsinspektoren Adolf Norberg, disponenten Janne Thunström samt ingenjören C H Carlsson, som också blev chef för företaget under det första året. Företaget hade fler än 200 anställda. Redan 1878 gick det dåligt. Norrköpings Tidningars tidigare ägare Fredrik Törnequist (1832–1901) inträdde som delägare och disponent, men företaget gick i stöpet.
År 1877 bildades AB Mekaniska Verkstaden Vulcan, som övertog Norrköpings Mekaniska Verkstads lokaler och rörelse. Vulcan tillverkade där ångpannor och pumpar fram till 1905, då det köptes av International Harvester.